# Ernst Pepping
Ernst Pepping (Duisburg, 12 de septiembre de 1901 - Spandau, Berlín, 1 de febrero de 1981) fue un compositor alemán.
Su obra se empezó a conocer desde 1926, cuando empezó a destacar por sus primeras composiciones (concierto para orquesta, preludios corales para órgano, suite). Fue profesor de composición en la Academia de música religiosa de Berlín-Spandau y el representante más destacado de música religiosa evangélica de su tiempo. Su técnica, como compositor, era una curiosa síntesis de los grandes maestros alemanes de los siglos XVI y XVII y un lenguaje tenso y dinámico muy de su tiempo, quizás emparentado —incluso a costa de exponerse equívocos— con Hindemith o Stravinski.
Entre sus obras orquestales se pueden citar:
- Concierto I, para viola y 12 instrumentos solistas;
- Preludio;
- Invención;
- Partita;
- Lust hab ich ghabt;
- Tres Sinfonías (1938-1939 y 1943).

## Música de cámara
- Un Cuarteto, para trompeta, saxofón y trombón;
- Trío, para trompeta, saxofón y trombón;
- Suite, para trompeta, saxofón y trombón;
- Variaciones y suite, para dos violines;
- Diversos Dúos, (1932);
- Fantasía, (1948), para piano;
- Tres Sonatas;
- Una Sonatina;
- Dos Romances;
- Tranzweisen und Rundgesang;
- Pequeño libro de órgano;
- Gran libro de órgano, en 4 volúmenes;
- Dos Partites, (1933);
- Dos Conciertos, para órgano;
- Toccata y fuga, para órgano:

De su gran producción de música vocal, destinada al culto evangélico, cabe citar:
- Suite coral, en tres partes;
- Misa coral alemana;
- Spandauer Chorbuch, en 20 cuadernos;
- Choralbuch, (30 corales en forma de canon);
- Salmo 90;
- Misa Mujer nobis, (1948);
- Pasión según San Mateo, (1951);
- Misa alemana;
- Varios Motetes;
- Canciones para la Noche de Navidad;
- Sprüche und Lieder, (sobre textos de Goethe, Rilke y Eichendorff;
- Der Wagen, (seis cuadernos con letra de Weinheber).

También tiene dos obras importantes de técnica y estilística musical, publicadas en la Colección Göschen:
- Cambios de estilo en la música, (1934)
- El cantus firmus (1942).

Pepping disfrutó de gran aprecio en su país, mereció los premios Mendelssohn (1936), al mejor trabajo (Berlín, 1948), Buxtehude (Lübeck, 1955), Schumann (Düsseldorf, 1956) y de la Asociación Filarmónica de Bremen, (1961).
Además, era miembro de la Academia de Bellas artes de Berlín (desde 1955) y doctor honoris causa en Filosofía (Berlín, 1955). Su obra en realidad, muy cerrada en la mística evangélica germánica, tiene muy poca difusión en el extranjero, lo cual no significa que quede tan lejos de la sensibilidad de su tiempo y que no se den a menudo audiciones de ella en festivales muy considerados internacionalmente, como por ejemplo los de Donaueschingen, Baden-Baden y los de la Asociación General de Música Alemana.